# Hutchinsova komise
Hutchinsova komise, oficiálně Komise pro svobodu tisku, byla založena ve Spojených státech amerických během druhé světové války jako odpověď na kritiku lidu a vlády proti vlastnictví médií. Komise se zabývala otázkou správné funkce médií v moderní demokracii. Komisi založil Henry Luce, vydavatel magazínů Time, Life či Sport’s Illustrated, spolu s Robertem Hutchinsem, rektorem Chicagské univerzity, po kterém je komise pojmenována. Komise po prostudování amerických médií v roce 1947 přišla k závěru, že média jsou pro společnost důležitým prvkem, hrající významnou roli pro udržení rozvoje a stability moderní společnosti a média jsou ohrožena zásahy vlády. Novináři tedy mají při vytváření zpráv brát v potaz všeobecné potřeby společnosti a přispívat tak o obecnému blahu.